# Dopolavoro Aziendale Breda 1942-1943
Questa voce raccoglie le informazioni riguardanti il Dopolavoro Aziendale Breda nelle competizioni ufficiali della stagione 1942-1943.

## Rosa
| N. |                   | Ruolo | Calciatore         |
| -- | ----------------- | ----- | ------------------ |
|    | Italia (bandiera) | C     | Luigi Asquini      |
|    | Italia (bandiera) | A     | A. Ballabio        |
|    | Italia (bandiera) | D     | S. Ballabio        |
|    | Italia (bandiera) | A     | Ottavio Bettinetti |
|    | Italia (bandiera) | A     | D. Bianchi         |
|    | Italia (bandiera) | P     | Nello Bonacini     |
|    | Italia (bandiera) | C     | Guido Bragantini   |
|    | Italia (bandiera) | A     | R. Branca          |
|    | Italia (bandiera) | C     | Salvatore Cariotti |
|    | Italia (bandiera) | A     | A. Casati          |
|    | Italia (bandiera) | A     | M. Casoldi         |
|    | Italia (bandiera) | A     | R. Croci           |
|    | Italia (bandiera) | A     | Bruno Foglia       |
|    | Italia (bandiera) | A     | G. Garavaglia      |
|    | Italia (bandiera) | D     | M. Gasparella      |

| N. |                   | Ruolo | Calciatore       |
| -- | ----------------- | ----- | ---------------- |
|    | Italia (bandiera) | P     | Giovanni Gennari |
|    | Italia (bandiera) | A     | Guerrino Granata |
|    | Italia (bandiera) | C     | L. Lazzari       |
|    | Italia (bandiera) | D     | Giovanni Milani  |
|    | Italia (bandiera) | C     | Felice Montagna  |
|    | Italia (bandiera) | D     | Luigi Mosconi    |
|    | Italia (bandiera) | C     | M. Mottadelli    |
|    | Italia (bandiera) | C     | L. Quarantotti   |
|    | Italia (bandiera) | D     | Gino Schiffo     |
|    | Italia (bandiera) |       | Giovanni Signori |
|    | Italia (bandiera) | A     | Paolo Sironi     |
|    | Italia (bandiera) | P     | A. Stella        |
|    | Italia (bandiera) | A     | Angelo Zampieri  |
|    | Italia (bandiera) | P     | Piero Zappa      |